# Ja tu zostaję
Ja tu zostaję – trzeci album studyjny Łukasza Zagrobelnego, wydany 27 marca 2012 roku przez wydawnictwo muzyczne Sony Music Entertainment Poland.
Album zawiera 11 premierowych utworów wokalisty, a pierwszym singlem promującym płytę został tytułowy utwór „Ja tu zostaję”, do którego nakręcono teledysk w reżyserii Romana Przylipiaka.
Album zadebiutował na 18. miejscu listy OLiS i uzyskał status złotej płyty.

## Lista utworów
Sporządzono na podstawie materiału źródłowego.
1. „U mnie maj”
2. „Ja tu zostaję”
3. „Obok mnie”
4. „Naga broń”
5. „Nie zapytam Cię”
6. „Wycieraczki”
7. „Może za jakiś czas” (wraz z Grażyną Łobaszewską)
8. „A teraz śpij”
9. „Twój i mój świat”
10. „Czy pamiętasz?”
11. „Na końcu”

## Autor o płycie
Czułem takie bicie serca, takie ciśnienie w żołądku, jak przy nagrywaniu pierwszego singla. Myślałem o tej płycie, o jej kształcie i brzmieniu, dosłownie przez 24 godziny na dobę. Poczułem "zajawkę" tą muzyką. Na tym albumie wyciągnięte jest w mojej opinii to, co było najlepsze w polskiej muzyce popularnej lat 60. i 70. Oczywiście z echami światowymi, bo i wtedy były one bardzo wyraźne. Soundy nawiązują w taki delikatny sposób do tamtych lat, ale zagrane to jest dzisiaj, tu i teraz. To słychać. Łukasz Zagrobelny.